# Orriule
Orriule település Franciaországban, Pyrénées-Atlantiques megyében. Lakosainak száma 142 fő (2022. január 1.). Orriule Andrein, Castetbon, Laàs, Narp, Orion és Ozenx-Montestrucq községekkel határos.

## Népesség
A település népességének változása:
| Lakosok száma | 149  | 138  | 137  | 132  | 135  | 139  | 143  | 142  | 142  |
|               | 2013 | 2015 | 2016 | 2017 | 2018 | 2019 | 2020 | 2021 | 2022 |